# イガザルガイ属
イガザルガイ属 (学名Ctenocardia)はザルガイ科に属する二枚貝の属である。

## 分布
おもに和歌山県串本沖以南のインド洋-西太平洋の浅海。

## 形態
貝殻は殻長と殻高がほぼ等しく、約2cm以下。貝殻はよくふくらむ。水管がある後縁は裁断状でクビレハナザルでは凹む。放射肋が多数密に並び、肋上には鱗片状または管状の突起が密に並ぶ。色は白地に内面は赤褐色を帯びたり淡い赤紫色の斑点を内外面に帯びる種がある。内面は平滑で腹縁は刻まれる。軟体部の情報は乏しく、他のザルガイ類と同様に前後に閉殻筋をもつがやや小さい。

## 種類
イガザルガイ属には、以下の6つの種が含まれている。産地と殻長は一例を示した。
- Ctenocardia excavata ter Poorten & Chino, 2025: クビレハナザル。沖縄など、22mm[2]。
- Ctenocardia fijiana J. Vidal & Kirkendale, 2007 フィジーのビティレブ島など。
- Ctenocardia fornicata (G. B. Sowerby II, 1840): ハナザル。沖縄やソロモン島など, 23mm[6][5]。
- Ctenocardia lisae ter Poorten, 2023: スエズ湾, マダガスカル, 29mm[7]。
- Ctenocardia pilbaraensis ter Poorten & Kirkendale, 2017: 西オーストラリア州ピルバラ, 28.5mm。
- Ctenocardia victor (Angas, 1872)[8]：アサノユキザル。沖縄諸島以南、殻長45mm[5][8][注釈 1]。
- Ctenocardia virgo (Reeve, 1845): イガザル[10]。 クイーンズランド州, フィリピン, パプアニューギニア, 21mm。

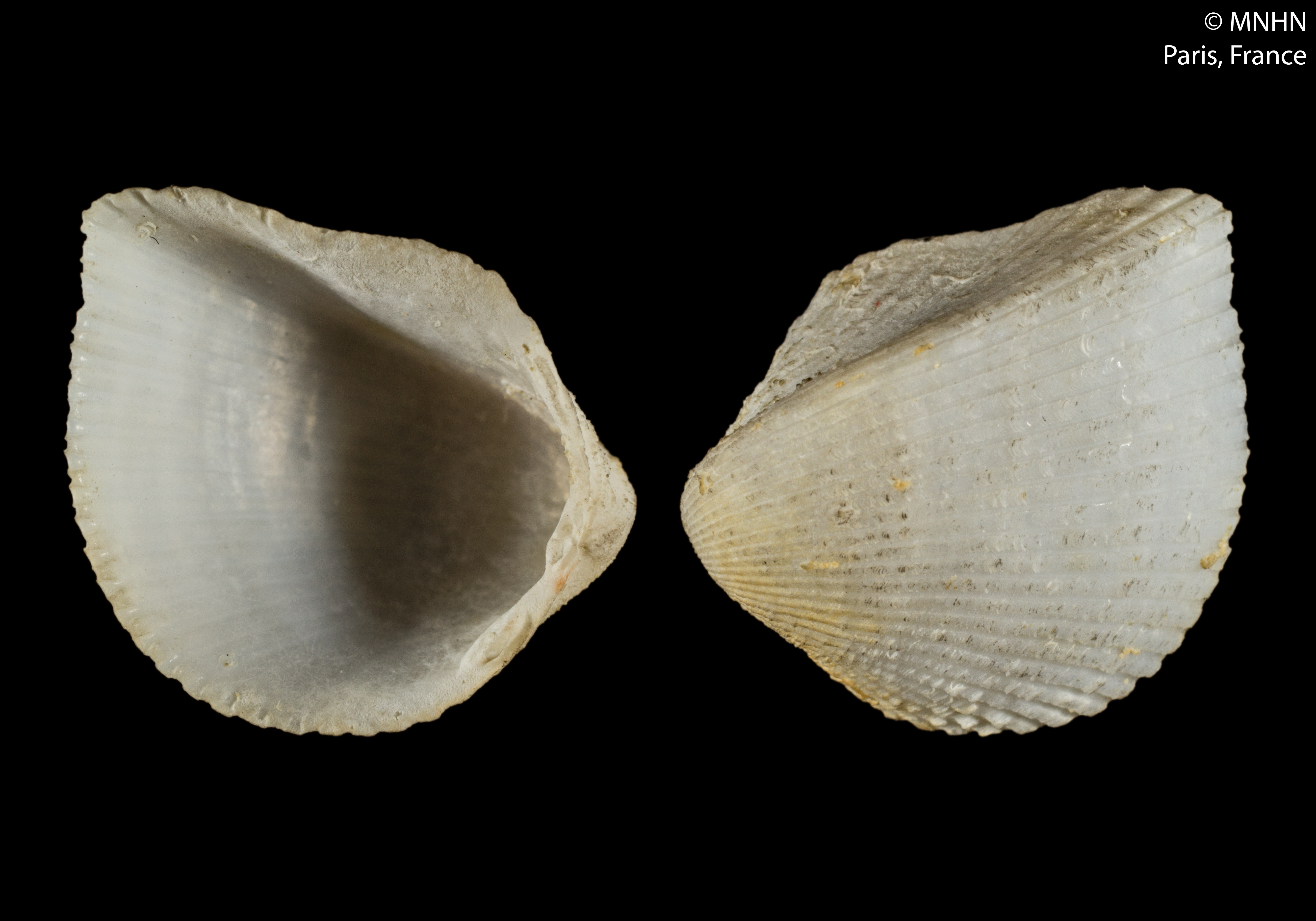
Ctenocardia fijiana